# Mediterende filosoof
Mediterende filosoof is de titel traditioneel gegeven aan een schilderij van Rembrandt in het Musée du Louvre in Parijs.

## Voorstelling
Het stelt een oude, bebaarde man voor met op zijn hoofd een solideo. Hij heeft zijn handen gevouwen en zit in een leunstoel aan een tafel vol boeken voor een half open raam. De ruimte waarin hij zit wordt gedomineerd door een grote, houten wenteltrap. Rechtsvoor is een oude vrouw voor een open haard bezig met een vuurtang het vuur op te porren.
Over de precieze betekenis van de voorstelling zijn de meningen verdeeld. Op 21 juli 1738 werd het in Brussel geveild als ‘Eene ordonnantie met Tobias’ (een compositie met Tobias), een figuur uit de Bijbel. Van 1748 tot 1784 werd het op diverse Parijse veilingen aangeboden als pendant van een vergelijkbaar schilderij, dat tegenwoordig toegeschreven wordt aan Salomon Koninck. Beide werken kregen toen de titel Le philosophe en méditation en Le Philosophe en contemplation (De mediterende filosoof en De overpeinzende filosoof).

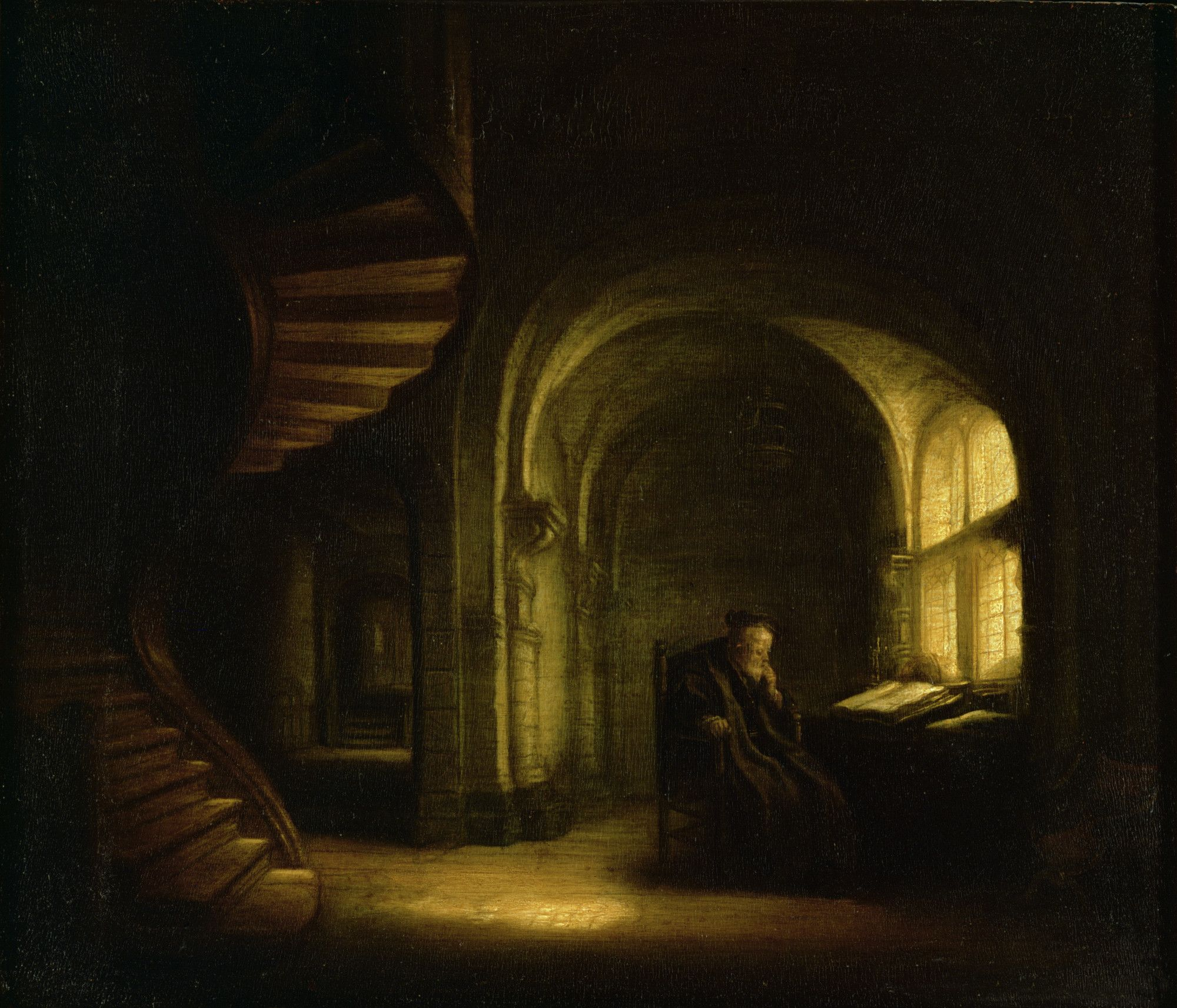
Salomon Koninck. Filosoof met een open boek. 1640-1650. Olieverf op paneel. 28 × 33,5 cm. Parijs, Musée du Louvre.

Tegenwoordige auteurs zijn het er echter niet over eens of beide werken ook echt als pendanten zijn bedoeld. De leden van het Rembrandt Research Project wijzen deze mogelijkheid af; conservator van het Louvre, Jacques Foucart, houdt deze mogelijkheid nog wel open. De oude man is aan zijn tabbaard en de vele boeken voor zich te herkennen als geleerde, maar of het hier ook echt om een filosoof gaat is ook onzeker.

## Toeschrijving en datering
Het werk is linksonder gesigneerd ‘RHL van Rijn 1632’, waarbij RHL staat voor ‘Rembrandt Harmensz. Leydensis’ (Rembrandt Harmensz. van Leiden). In de literatuur bestaat tot 1986 geen twijfel over de echtheid van het werk. In dat jaar publiceerde het Rembrandt Research Project het niet als Rembrandt, maar als afkomstig uit zijn atelier. Foucart bleef echter overtuigd van de echtheid van het werk. Na bestudering van een nieuwe infraroodfoto in 2011 nam het Rembrandt Research Project haar vroegere toeschrijving in overweging en stelde vast dat de foto ‘does give sufficient insight into its technique, execution and quality to raise afresh the possibility of its authenticity’ (voldoende inzicht geeft in techniek, uitvoering en kwaliteit om opnieuw de mogelijkheid te openen voor de echtheid van het werk).

## Herkomst
Het werk wordt voor het eerst vermeld als ‘Een wenteltrappeken met een oudt manneken sittende op eenen stoel, van Rembrant van Ryn’ in de boedelinventaris van Peeter Wouters, opgesteld in Antwerpen op 23 augustus 1673. Het is mogelijk identiek aan het schilderij ‘Een wenteltrap van Rembrandt van Rijn’ uit de boedelinventaris van Catharina Deyl, weduwe van de schilder en kunsthandelaar Nicolaas Roosendael, opgesteld in Amsterdam op 7 maart 1687. Op 21 juli 1738 en volgende dagen werd het aangeboden op de boedelveiling van ‘wylen den Heere Grave De Fraula (= Thomas de Fraula)’ in Brussel als ‘Eene ordonnantie met Tobias, ende eene draeyenden trap, door Rimbrant’. Later was het in het bezit van de Haagse kunstverzamelaar Willem Lormier, die het op 27 juni 1748 samen met 16 andere schilderijen verkocht aan Antoine-René de Voyer de Paulmy d'Argenson in Parijs. Omstreeks 1751 werd het werk door hem samen met de zogenaamde pendant van Koninck overgedragen aan de graaf van Vence, eveneens in Parijs. Op 9 februari 1761 e.v. werd het werk samen met de zogenaamde pendant aangeboden op de veiling van de graaf van Vence bij veilinghuis P. Remy in Parijs. Later was het in het bezit van de hertog van Choiseul, wiens verzameling op 6 april 1772 e.v. geveild werd door veilingmeester L.F.J. Boileau in Parijs. Weer later was het in het bezit van Pierre Paul Louis Randon de Boisset, wiens boedelveiling van 27 februari tot 25 maart 1777 plaatsvond bij veilinghuis Julliot, Remy en Chariot in Parijs. Vervolgens werd het gekocht door een zekere Perrin voor de verzameling van Augustin Millon d'Ailly, een neef van Randon de Boisset. Later was het in het bezit van de graaf van Vaudreil, wiens verzameling op 24 november 1784 geveild werd bij veilinghuis Lebrun in Parijs. Koper was de kunsthandelaar Alexandre Joseph Paillet, die het samen met de zogenaamde pendant aankocht voor de verzameling van de koning van Frankrijk, Lodewijk XVI. Sindsdien is het in het bezit van de Franse kroon (nu de Franse staat).